# Gloria García Lorca
Gloria García Lorca   (Nova York, 1945) és una pintora resident a Madrid des dels anys setanta. Exposà per primera vegada la seva obra a Madrid l'any 1976 i continua treballant en els nostres dies en la creació d'arts plàstiques, la poesia i la traducció.

## Biografia
Gloria Garcia Lorca, filla de Francisco García Lorca i neboda del poeta Federico García Lorca, va nàixer a Nova York l’any 1945, durant l’exili de la seva família als EUA. Estudià allà la carrera de Literatura i Arts (Bachelor of Arts) en el Sarah Lawrence College de Bronxville (Nova York). Dedicada a la pintura, va tornar a Espanya als anys setanta i ja el 1976 exposà la seva obra a Madrid, el seu lloc de residència. Sobre el que intentava en les seves pintures d’aquesta època ella mateixa ha explicat: “El 1976 vaig tractar d’oferir el resultat de la recerca del equilibri entre les dues cultures que componen la meva educació”.
El seu marit fou Estanislao Pérez Pita (mort el 1999), un famós arquitecte que guanyà el Premi Nacional d’Arquitectura de 1994 per la rehabilitació de la Biblioteca Nacional d’Espanya. Ell va dissenyar la seva casa de A Ladeira, a Corrubedo (Ribeira), on anaven tots els estius des de 1981.

## Trajectòria
Gloria García Lorca s'interessa por diverses formes de creativitat a més de la pintura. Crea obres de ceràmica, escultures, dissenya catifes, escriu poemes i es dedica a la traducció. És bona hereva de la riquesa cultural familiar que abasta les diferents facetes de l’art. Del seu oncle ha traduït El Romancero Gitano a l’anglès amb la poetessa Jane Durán (publicat per Enitharmon Press, UK el 2011), així com també El Diván del Tamarit i Los Sonetos del Amor Oscuro (2015).
L’autora coneix molt bé el potencial d’expressió dels diferents tipus de llenguatges i li agrada explorar i experimentar amb les diverses possibilitats.
Amb motiu d’una exposició a la Galeria Travesía Cuatro de Madrid (2006) el crític Francisco Calvo Serraller va escriure: “García Lorca sap situar-se en la intersecció de allò material i allò conceptual, entre l’orgànic i allò calculat, entre el paisatge i l’arquitectura. Ha limitat pràcticament la seva paleta cromàtica a quasi un parell de colors, blanc i vermell, però no per això ha perdut la seva lluminosa força irradiant, ni tampoc l’estimulant sensació d’atmosfera. Malgrat el seu sobri control és una obra formosa, madura, envoltant i d’impactant potència escenogràfica. És d’una elegància barroca, molt pensada i molt sensual. Un encert”.

## Imatges i veu de l'autora
En el seu web trobem fotos de les seves obres, així com també explicacions sobre les mateixes. Ens diu, per exemple, que les escultures, instal·lacions i peces per a llocs específics són el resultat d’imatges properes a les formes orgàniques que veiem a la natura i també les que s'han quedat guardades a la memòria. Quasi totes són escultures formades per acumulacions de formes aparentment iguals, que es repeteixen i que van envaint un espai on es reformen, donant a la peça acabada una sensació de moviment i possibilitat.
Els espais entre i al voltant de les peces de paret parlen d’absència/presència, ple/vuit, positiu/negatiu i les ombres que projecten les formes creen alhora una altra instal·lació, una estàtica i plana, un mirall obscur.
Les instal·lacions Líquenes y toda la profundidad es fixen a la paret mentre que els Tornados creixen en sentit vertical buscant l’equilibri. La forma i la mida de les instal·lacions dependrà del lloc on es trobin.